# 陈旭年宅第
陈旭年宅第或陈旭年大厦（英語：House of Tan Yeok Nee）是一座位于新加坡博物馆规划区内的豪宅建筑，地址为槟城路101号（原为登路85号或克拉码头路207号），位于槟城路与克拉码头大道交界处。该建筑建于大约1882年至1885年之间。在2000年完成一次大规模修复后，曾作为芝加哥大学布斯商学院的新加坡校区使用。自2019年起，该建筑成为阿米蒂环球学院（Amity Global Institute）新加坡校区的所在地。